# روبرت كانتويل
روبرت كانتويل (بالإنجليزية: Robert Cantwell)‏ (31 يناير 1908، أبردين في الولايات المتحدة - 8 ديسمبر 1978، نيويورك في الولايات المتحدة)؛ صحفي وروائي أمريكي.

## روابط خارجية
- روبرت كانتويل على موقع إن إن دي بي (الإنجليزية)